# Huellas de amor eterno
Huellas de amor eterno es un libro de cuentos del escritor ecuatoriano Raúl Vallejo, publicado en 2000 por la editorial Planeta. La obra ganó el Premio Aurelio Espinosa Pólit en 1999, galardón literario otorgado por la Pontificia Universidad Católica del Ecuador y al que la obra fue presentada con el título provisional Tratado del amor triste. Es notorio por incluir el relato «Astrología para debutantes», que fue el primer cuento ecuatoriano de temática LGBT en abordar el padecimiento del sida.
La obra fue bien recibida por la opinión crítica. El catedrático Diego Araujo Sánchez afirmó que el libro contaba con «notable calidad poética» y alabó en particular el relato «Astrología para debutantes», que señaló como escrito con «sabiduría, audacia y amplia y humana mirada», además de ser, desde su punto de vista, el más intenso, hondo, conmovedor y angustiado texto sobre amor homosexual de la literatura ecuatoriana hasta la fecha. La crítica literaria María Augusta Vintimilla también elogió la obra e indicó que representaba «una excelente muestra de la literatura ecuatoriana de entresiglos».

## Contenido
La obra está compuesta por tres relatos. Adicionalmente, cuenta con dos textos cortos al principio y al final del mismo que se titulan, respectivamente, «Ars amatoria» y «Envío de corazón extraviado». Los cuentos del libro son los siguientes:
| Título                                           | Sinopsis |
| ------------------------------------------------ | --- |
| «Hombre azorado, con palabras a punto de llanto» | Un adolescente es llevado por su padre a un prostíbulo para tener su primera relación sexual, lugar en el que inicia una larga conversación sobre sus deseos y frustraciones con una trabajadora sexual llamada Débora. |
| «Los viudos de Gloria Vidal»                     | Un hombre empieza a relatar la trama de distintos cuentos y novelas que ha estado ideando en torno a la figura de Gloria Vidal, personaje central en los amoríos de sus escritos que cambia de identidad en cada uno de ellos y cuyo recuerdo atormenta al protagonista por el amor que jamás pudo materializarse entre ambos. |
| «Astrología para debutantes»                     | Rosendo Pérez, conocido como el profesor Wizard, es un lector del horóscopo y de cartas del tarot que vaga por las calles de Guayaquil recordando a Manuel, un antiguo amante que lo abandonó tiempo atrás. Como forma de soportar su ausencia, Rosendo lee un supuesto diario personal de Manuel que en realidad fue escrito por él mismo y la última carta que su amado le dejó, misma en que le anunciaba su partida y le confesaba su próxima muerte por estar infectado de sida. |

## Análisis
La temática central de Huellas de amor eterno es el amor contrariado. Además de las tramas de los cuentos, la temática es explorada en los dos textos cortos con los que abre y cierra el libro, que crean a través de lenguaje poético una suerte de marco narrativo que abarca a los tres relatos del libro y que describe a un personaje que tiene «hecho el corazón como una bola de nudos» y que se lo entrega a un interlocutor que poco a poco lo desenmaraña. Otra característica común de los cuentos es el sentido de inevitabilidad del destino y la exploración de la cotideanidad.
«Astrología para debutantes» es el cuento más largo del volumen y es notorio por ser el primer relato ecuatoriano de temática LGBT en abordar el padecimiento del sida, además de ser señalado por catedráticos como María Augusta Correa como uno de los más reconocidos relatos ecuatorianos de temática LGBT. La muerte es una constante a lo largo de este relato, tanto en el sentido literal por la enfermedad como por la muerte del amor entre los personajes y el abandono en el que cae el protagonista. La ciudad de Guayaquil cumple además un rol importante como espacio de contradicciones en que el peligro y la violencia acechan a los personajes, pero que a la vez ampara espacios clandestinos en que hombres homosexuales pueden conocerse, como es el caso del bar «Jota-Jota», que en el cuento es descrito, a modo de eufemismo, como un «bar para hombres solos». Sobre el efecto que el sida había tenido sobre la población LGBT local, el relato de Vallejo indica, de boca de su personaje:

En el ambiente estábamos asustados. Pero siempre pensamos que, finalmente, aquello no iba con nosotros. Creo más bien que quisimos pensar que era solo cosa de gringos. He leído lo que uno sufre. He oído como uno se va volviendo solo hueso y pellejo. Incluso he visto a un amigo escupiendo sangre como si estuviera tísico. Y no quiero pasar por eso. Yo sé que tengo dentro de mí ese bicho maldito y que ya empiezo a correr hacia el baño en cualquier rato. Me doy cuenta de que he perdido peso. Y me tengo que ir.

Algunos análisis del relato identificaron reminiscencias a otras obras literarias ecuatorianas que abordaron la diversidad sexual en el siglo XX, por ejemplo en la presencia de la muerte como destino recurrente para personajes LGBT, y que ocurre en textos como «Un hombre muerto a puntapiés» (1927), de Pablo Palacio, y «Cara e' santo» (1953), de Rafael Díaz Ycaza. El catedrático Pedro Artieda, por su lado, lo comparó con el cuento «Angelote, amor mío» (1982), de Javier Vásconez, por el uso de expresiones de carácter religioso en la obra, entre ellas la caracterización de «ángel de la legión de los expulsados» o la descripción de «ese otro paraíso del que habla la Biblia con el pecado original a cuestas».